# Дрянковець
Дря́нковець (болг. Дрянковец) — село в Бургаській області Болгарії. Входить до складу громади Айтос.

## Населення
За даними перепису населення 2011 року у селі проживали 158 осіб.
Національний склад населення села:
| Національність   | Кількість осіб | Відсоток |
| ---------------- | -------------- | -------- |
| турки            | 120            | 76,9%    |
| болгари          | 35             | 22,4%    |
| цигани           | 0              | 0%       |
| Всього відповіли | 156            |          |

Розподіл населення за віком у 2011 році:
Динаміка населення: